# Gastrostomia
La  gastrostomia è un intervento chirurgico con cui si crea un'apertura nello stomaco.

## Indicazioni
La gastrostomia è indicata per:
- Neoplasie esofagee
- Incapacità di deglutire (esempio malattia di Alzheimer)

## Intervento
Si opera sotto anestesia totale, la parete anteriore dello stomaco viene suturata con la parete addominale e dopo si inserisce una protesi o sonda (spesso il catetere di Foley). In ogni caso il tubo viene aperto solo in occasione dei pasti, ma anche per la pulizia.